# Tania Góra
Tania Góra (576 m n.p.m.) – szczyt w zachodniej części Beskidu Niskiego, nad Klimkówką.
Szlaki piesze
- Chełm (780 m n.p.m.) – Wawrzka – Tania Góra (576 m n.p.m.) – Flasza (663 m n.p.m.) – Homola (712 m n.p.m.) – Bordiów Wierch (755 m n.p.m.)